# Крахмалов, Сергей Петрович
Сергей Петрович Крахмалов (26 сентября 1920, Брянская губерния — 1 июля 2010, Москва) — советский военачальник, военный разведчик, военный дипломат, военный, военно-морской и военно-воздушный атташе при Посольстве СССР в Объединённой Арабской Республике (1958—1962), военный, военно-воздушный и военно-морской атташе при Посольстве СССР в Иране (1966—1970), военный и военно-воздушный атташе при Посольстве СССР в Афганистане (1980—1985), генерал-майор.

## Биография
Родился 26 сентября 1920 года в селе Посудичи Стародубского уезда Брянской губернии (ныне — Погарского района Брянской области) в крестьянской семье.
Окончил школу в родном селе. В 1938 году окончил сельскохозяйственный техникум и поступил в Тамбовское кавалерийское училище имени 1-й Конной армии, которое окончил в 1940 году. В 1941 году вступил в ВКП(б).
Участник Великой Отечественной войны. В 1941—1942 годах воевал в должности командира взвода Борисовского танкового училища в Белоруссии, а затем на Калининском фронте. В апреле 1942 года был ранен и контужен. В 1942—1944 годах — адъютант старший (начальник штаба) 85-го отдельного танкового батальона, помощник начальника оперативного отдела Управления командующего бронетанковыми и механизированными войсками Северо-Западного фронта, командир отдельного танкового батальона. В 1944 году поступил на командный факультет Военной ордена Ленина академии бронетанковых и механизированных войск Красной Армии имени И. В. Сталина, которую окончил в 1947 году.
В 1942—1944 годах — преподаватель тактики в Ленинградской высшей офицерской школе самоходной артиллерии в городе Ленинград (ныне — Санкт-Петербург). В сентябре 1949 — апреле 1950 года проходил курс подготовки Главного разведывательного управления (ГРУ) Генерального штаба Вооруженных Сил СССР для зарубежной работы.
В мае 1950 — сентябре 1954 года — помощник военного атташе при Посольстве СССР в Иране в городе Тегеран. В 1954—1955 годах — в центральном аппарате ГРУ. В 1955 году поступил в Высшую военную академию имени К. Е. Ворошилова (ныне — Военная академия Генерального штаба Вооружённых Сил Российской Федерации), которую окончил в 1957 году.
В апреле 1958 — декабре 1962 года — военный, военно-морской и военно-воздушный атташе при Посольстве СССР в Объединённой Арабской Республике (ОАР) в городе Каир — государстве, существовавшем в 1958—1971 годах в северной Африке и Передней Азии. До 1961 года ОАР являлась союзом двух стран — Сирии и Египта. 28 сентября 1961 года Сирия заявила о выходе из состава ОАР. В декабре 1962 — январе 1966 года — в центральном аппарате ГРУ.
В январе 1966 — марте 1970 года — военный, военно-воздушный и военно-морской атташе при Посольстве СССР в Иране. В марте 1970 — марте 1980 года — вновь в центральном аппарате ГРУ. Неоднократно выезжал в краткосрочные зарубежные командировки в Ливию, Эфиопию, Ирак.
В марте 1980 — феврале 1985 года — военный и военно-воздушный атташе при Посольстве СССР в Афганистане в городе Кабул.
Для Сергея Петровича — генерал-майора танковых войск, фронтовика и опытного военного дипломата, которому в 1980 году исполнилось 60 лет, командировка в охваченный войной Афганистан складывалась нелегко, поскольку перед советской военной дипломатией в то время была поставлена ответственная задача по налаживанию сотрудничества и установлению контактов с отдельными полевыми командирами. Становилось все более очевидным, что решить внутриафганскую проблему с применением военной силы невозможно, поскольку этот путь вел в тупик. Нужны были новые подходы, важно было найти взаимопонимание с оппозицией. Именно генерал Крахмалов возглавил работу по установлению контактов с одним из крупных афганских полевых командиров Ахмадом Шах Масудом. Этому предшествовала большая аналитическая работа: он внимательно изучил его взгляды на методы и способы политической борьбы, обнародованные еще до апрельской революции 1978 года, обратив внимание на их умеренность, и понял, что это тот самый человек, с которым можно договориться.
По указанию начальника ГРУ Генерального штаба ВС СССР генерала армии Петра Ивашутина с «панджшерским львом» были установлены прямые контакты и начаты переговоры. Их конечная задача состояла в достижении перемирия в ущелье Панджшер и прилегающих к нему районах. На основании докладов по результатам многочисленных бесед у Сергея Петровича сформировался образ человека, которому можно доверять, поскольку все говорило, что он человек слова. Это подтвердилось и во время достигнутого в 1983–1984 годах перемирия, и в процессе вывода советских войск из Афганистана в 1988–1989 годах. О последней зарубежной командировке генерала Крахмалова подробно рассказывается в документальном фильме «Приручить льва» из семисерийного цикла «Дипломатия», который был снят в 2013 году.
С августа 1985 года генерал-майор С. П. Крахмалов — в отставке.
Работал в Советском (позднее — Российском) комитете ветеранов войны. Являлся первым заместителем председателя Совета ветеранов Северо-Западного административного округа города Москвы. В 2000 году издал воспоминания «Записки военного атташе», которые, по существу, являются настольной книгой для каждого военного дипломата.
Жил в Москве. Умер 1 июля 2010 года. Похоронен в Москве на Троекуровском кладбище.
Почётный гражданин Брянской области (1977).
8 мая 2014 года на здании Посудичской основной общеобразовательной школы Погарского района Брянской области состоялось открытие мемориальной доски бывшему ученику школы генералу-майору С. П. Крахмалову.
Воинские звания:
- генерал-майор танковых войск (1969);
- генерал-майор (26.04.1984).

## Награды
- орден Красного Знамени;
- орден Отечественной войны 1-й степени (11.03.1985)[3]
- 3 ордена Красной Звезды (в т. ч. 17.10.1945[4]);
- орден «За службу Родине в Вооружённых Силах СССР» 3-й степени;
- медали СССР и Российской Федерации, в том числе «За боевые заслуги» (20.06.1949[5]);
- орден Красного Знамени (Афганистан) (1985);
- иностранные медали.

## Сочинения
- Крахмалов С. П. Йеменская Арабская Республика и ее вооруженные силы - Москва: Воениздат, 1977. - 88 с., 8 л. ил.; 20 см.
- Крахмалов С. П. Записки военного атташе: Иран – Египет – Иран – Афганистан/М. : Рус. разведка, 2000. - 317, [2] с., [8] л. ил., портр.; 22 см.; ISBN 5-93426-002-2.